# باشگاه فوتبال کراچی پورت تراست
باشگاه فوتبال کراچی پورت تراست به عنوان بخش فوتبال بندر کراچی فعالیت می‌کرد. این باشگاه که در سال ۱۸۸۷ در زمان راج بریتانیا تأسیس شد، قدیمی‌ترین باشگاه فوتبال پاکستان است. این باشگاه که در کهارادر، کراچی مستقر است، مسابقات خانگی خود را در ورزشگاه کی‌پی‌تی برگزار می‌کرد. این باشگاه قبلاً در مسابقات قهرمانی ملی فوتبال و لیگ برتر پاکستان شرکت می‌کرد.